# Open Archives Initiative Protocol for Metadata Harvesting
OAI-PMH (Open Archives Initiative Protocol for Metadata Harvesting) je protokol umožňující sklízení metadatových záznamů z digitálních repozitářů, který vytvořila Iniciativa otevřených archivů (Open Archives Initiative, OAI) za účelem zlepšení a usnadnění interoperability mezi jednotlivými digitálními archivy. Protokol využívá běžné standardy používané na webu - HTTP a XML.

## Historie
Od počátku 90. let začaly vznikat archivy elektronických tisků (například ArXiv, CogPrints) a jejich počet se neustále zvyšoval. Záznamy a dokumenty byly do nich přidávány skrze vlastní vkládací rozhraní archivů, která se mohla i dramaticky lišit. Pokud by chtěli jeden záznam ve více archivech, bylo nutné jej vytvořit vždy v každém systému. Tato roztříštěnost zdrojů působila potíže i uživatelům, kteří při vyhledávání museli vstupovat do všech digitálních archivů a učit se s jejich uživatelskými rozhraními.
Už v průběhu 90. let se proto objevily snahy o zajištění interoperability mezi systémy a začaly vznikat služby nad digitálními archivy, které shromažďovaly jejich záznamy. Jednotlivé specializované sítě si vytvářely vlastní protokol pro komunikaci mezi jednotlivými zapojenými repozitáři, mezi známé příklady patří Dienst protokol NCSTRL (Networked Computer Science Technical Reports Library) nebo Guildford protokol služby RePEc.
V říjnu 1999 byla uspořádána v Santa Fe konference týkající se klíčových problémů spolupráce mezi digitálními archivy. Na konferenci Herbert Van de Sompel, Thomas Krichel a Michael Nelson představili svůj prototyp UPS (Universal preprint service). V rámci setkání byla přijata Konvence ze Santa Fe (Santa Fe Convention), která představovala základní model sklízení záznamů z více repozitářů.
V roce 2001 byl nový protokol představen nyní již pod názvem OAI-PMH verze 1.0, přičemž tato i následná verze 1.1 byly označovány jako experimentální. Současně užívaná verze 2.0 byla představena roku 2002 po zásadním přepracování protokolu. Tato verze je již stabilní, ale není zpětně kompatibilní se staršími verzemi protokolu.